# Agdistis tamaricis
The Tamarisk Plume (Agdistis tamaricis) là một loài bướm đêm thuộc họ Pterophoridae. Ở miền Cổ bắc, nó được tìm thấy ở quần đảo Canary và vùng Địa Trung Hải. Ở phía bắc nó phân bố ở nam nước Đức và Straßburg ở Pháp. Nó được phát hiện ở Jersey (Đại Anh) tháng 8 năm 2007. Ở phía đông nó hiện diện ở bán đảo Balkan đến Anatolia, Iran, Afghanistan, Pakistan và Trung Quốc. Ở phía nam nó có mặt ở Israel, Bắc Phi và Arabia. Ở phương đông nó có ở Ấn Độ, Đài Loan và ở vùng châu Phi nó phân bố ở Liberia, Nam Phi và Mauretania.
Sải cánh dài 18–27 mm. Con trưởng thành bay từ tháng 3 đến tháng 10 làm nhiều đợt.
Ấu trùng ăn Tamarix gallica, Tamarix smyrnensis và Myricaria germanica.